# Strijeljanje talaca (spomenik u Zagrebu)
„Strijeljanje talaca” je skulptura postavljena na kamenu osnovu pred kamenim zidom, posvećena svim žrtvama fašističkog terora s područja grada Zagreba, odnosno preko 7.000 Zagrepčana koje su ustaše između 1941. i 1945. godine pogubili u šumi Dotrščini, a oko 400 smaknuli u šumi Stupnički lug kod Rakova Potoka.
Spomenik se nalazi na Trgu Josipa Jurja Strossmayera, na suprotnoj strani Umjetničkog paviljona.
Autor ove skulpture u stilu socijalističkog realizma je akademski kipar Frano Kršinić. Skulptura prikazuje dramatičnu skupinu stradalnika od šest muškaraca i dvije žene. Spomenik je postavljen 1954. godine. Ovo je prvi spomenik žrtvama fašizma podignut u najužoj gradskoj jezgri.
Spomenik je zaštićeno nepokretno kulturno dobro Republike Hrvatske.

## Unutrašnje poveznice
- Frano Kršinić
- Spomen-park Dotrščina
- Spomen-park Rakov Potok